# Günter Henle
Günter Henle, né le 3 février 1899 à Wurtzbourg et mort le 13 avril 1979 à Duisbourg, est un industriel et homme politique allemand.

## Biographie
Après avoir participé à la Première Guerre mondiale, il étudie le droit à Wurtzbourg et à Marbourg.
En 1921, il intègre la diplomatie allemande. Après des missions à l'étranger, il appartient de 1931 à 1936 à l'ambassade d'Allemagne au Royaume-Uni. En tant que vétéran de la Première Guerre mondiale, malgré ses origines juives, il reste en poste lors de l'arrivée des nazis au pouvoir en 1933.
Après son mariage avec la fille adoptive de Peter Klöckner, le président du groupe du même nom, Henle vient dans l'industrie. Après la mort du père en 1940 et des deux films biologiques pendant la Seconde Guerre mondiale, elle hérite seule de la société. Henle accepte une carrière de chef d'entreprise. Président du groupe Klöckner, il en fait la plus grande entreprise métallurgique de Rhénanie-Westphalie.
Henle se lance aussi dans une carrière politique. Il est élu membre CDU de la première législature du Bundestag en 1949 pour l'arrondissement de Rhin-Berg. Par ailleurs, il est membre du 16 juillet 1952 au 10 décembre 1953 de l'Assemblée commune de la Communauté européenne du charbon et de l'acier.
Avant les élections fédérales allemandes de 1953, il choisit d'arrêter sa carrière politique pour se concentrer sur la gestion de son entreprise.
Henle est cofondateur et premier président de 1955 à 1973 de la Deutsche Gesellschaft für Auswärtige Politik.
En outre, il est le créateur de la maison d'édition de partitions G. Henle Verlag.